# Marillion
A Marillion egy brit progresszív rock-együttes, amelyet 1979-ben alapítottak az angliai Aylesburyben. A zenekar neve először még Silmarillion volt egy Tolkien-könyv után, majd Marillionra változott jogi okokból. Az együttesnek eddig 14 stúdiólemeze van, történetük pedig két nagy részre bontható: a Fish-éra '80-'88-ig-tartott, míg a Hogarth-éra '89-től napjainkig tart.

## A "Fish-éra": 1980–1988

### Megalakulás
1979-ben alakult egy instrumentális zenét játszó együttes az angliai Aylesburyben, melyet Tolkien egyik regénye után egyszerűen Silmarillionnak nevezett el a három alapító tag, Mick Pointer (dob), Brian Jelliman (billentyű) és Doug Irvine (basszus). Néhány hónapi próba után 1980 márciusában sikerült elrendezniük maguknak egy kis stúdióidőt, és a későbbi esetleges jogi problémák elkerülése végett, már Marillion néven jelentkeztek be, hogy felvegyék első demójukat, amely Spring Demo néven vált ismertté. A négy nagyobb lélegzetű szerzeményt rögzítettek, melyek közül három – a „Haunting of the Gill House”, a „Herne the Hunter” és a „Scott’s porridge” – instrumentális dal volt, a negyediket, az „Alice”-t pedig néhány versszaknyi énekkel támogatták meg. Doug nagy ímmel-ámmal elvállalta, hogy a basszus mellett énekelni is fog, bár mivel tisztában volt énekesi képességeivel, nem állt kitörő örömmel a mikrofon elé. Ennek ellenére úgy érezték, ez utóbbi kísérlet bejött, és a következő, júniusi stúdióidőt már e recept szerint, énekkel megerősített dalok rögzítésével töltötték ki. Felvették a „The Web” elődjét, a „Close”-t, mely már igazán emlékeztetett a végkifejletre, a „Lady Fantasy”-t és még egyszer az „Alice”-t. Ez a Summer Demo néven ismert felvétel már egy összekovácsoltabb, profibb, egy igazán lemezre érett csapat munkáját mutatta, mely arra enged következtetni, hogy két demo közti hihetetlenül rövid időszakban óriási fejlődésen ment keresztül a zenekar, mind a dalírást mind pedig a zenei színvonalat illetően. Némi kívánnivalót szinte kizárólag az ének hagy maga után. Érezhetően hiányzik a karakteres drámaiság, amely később Fish beléptével megoldódott.

### Kezdetek
A felvételek elkészülte után elkezdtek koncertezni, majd 13 fellépést követően 1980 novemberében Doug úgy érezte, túl öreg már rock and roll-hoz, és otthagyta a zenekart. Ismét következett egy hirdetés a Musicians Only című lapban, miszerint egy énekes-basszusgitárost keres az aylesbury-i Marillion.
Egy kazettacsere és egy rövidke telefonbeszélgetés után két figura érkezett a skót határ melletti Dalkeith városkából, Diz Minnit és Derek William Dick, akit Fish néven ismert meg a világ. Nagyon jó cimborák voltak, mindenképp együtt akartak zenélni, és csak azzal a feltétellel voltak hajlandók eljönni Aylesbury-ba, ha mindkettőjüket beveszik a csapatba. Mivel a kazetta alapján Diz jó basszusgitárosnak tűnt, nem volt érdemes elszalasztani a lehetőséget, a tagok úgy döntöttek belemennek, hogy egy külön énekest is alkalmazzanak. A megérkezés napján este az egész társaság beült egy kocsmába megbeszélni a részleteket. Természetesen berúgtak, Fish elénekelt egy Genesis dalt, ami a zenekar tagjait teljesen meggyőzte arról, hogy jól döntöttek.
A Marillion előtti időkben Fish a középiskola elvégzése után lakóhelye, Dalkeith mellett egy fafeldolgozó üzemben végzett valamiféle irodai munkát, mellette persze énekelt különböző helyi zenekarokban. Legnagyobb kedvencei az ELP, a Yes és természetesen a Pink Floyd voltak. Már 16 évesen zenekart akart magának, csak hát az volt a baj, hogy egy hangszerhez sem értett igazán. A dobolással próbálkozott, de nehezebb volt számára, mint aminek látszott. Egy dolog viszont könnyen ment neki, az éneklés. Egy Genesis koncert után döntötte el, hogy mindenképp énekelni fog valami zenekarban. Keresett zenekarokat, elment meghallgatásokra, míg végül a Blewitt nevű csapat bevette énekesnek. Nem azt a fajta zenét játszották, amit Fish igazán szeretett, de tudta, hogy színpadi tapasztalatot, énekesi rutint csak a dobogón szerezhet magának. Nagyon jó barátságba került a gitárossal, aki később Fish szólókarrierjében igen fontos szerepet játszott. A gitárost Frank Usher-nek hívták. Ő is le volt nyűgözve Fish hangjától, előadásmódjától, és azt is tudta, hogy ez a zenekar nem az, amire Fish valójában vágyik. Ajánlotta neki hogy inkább menjen Londonba, és keressen magának egy másik zenekart. Fish szétküldte a kazettáit, és az egyik zenekar, a Stone Dome Band válaszolt is. Itt basszusozott Diz Minnit. Bevették a zenekarba, ami egy viszonylag jobb amatőr együttes volt, de sem Diz, sem pedig Fish nem volt elégedett a zenéjükkel. Otthagyták őket, elköltöztek Cambridge-be, majd némi sikertelen próbálkozás után úgy döntöttek visszamennek Fish lakóhelyére, Dalkeith-be és összehoznak valamit. Elkezdtek dalokat írni, közben hogy egy kis pénzhez jussanak, Fish visszament a Blewitt-be énekelni. Ez volt 1980 decemberében, amikor is Diz meglátta az aylesbury-i zenekar hirdetését.
Fish és Diz azonnal nekiláttak nótákat írni a zenekar tagjaival, és hamarosan megszületett az első, a „The Web”, melynek zenei alapját mint tudjuk, a „Close” adta. Sok régebbi instrumentális dalt átdolgoztak, ilyenekből jött a Grendel, vagy a Spring demóról ismert „Alice”-ből a „Snow Angel”, amely Forgotten Sons-zá változott. Jó néhány próba után, az első fellépésre 1981. március 13-án került sor Bichesterben a Red Lion Pub-ban, majd folyamatosan követte a többi is. Ezután a koncert után határozta el Fish, hogy arcfestést alkalmaz az előadás ill. az arca színesítésére. Sok kritikust ezzel viszont maga ellen fordított, mivel a hangja mellett már a festett arc is Peter Gabrielre emlékeztette az embereket, bár Fish nem törődött vele. Mint tudjuk, ők azért többek voltak egy átlagos Genesis imitátor zenekarnál.
Fish az éneklés mellett kiváló menedzsernek is bizonyult, kapcsolatai révén igen sok koncertet tudtak lekötni, ezen felül pedig a zenekar ügyeit is remekül intézte. A korai tagcserék is az ő „rovására” írhatók, bár mint hallhatjuk a lemezeken, nem hozott rossz döntéseket. Nem volt megelégedve Brian Jelliman és Mick Pointer munkájával, mindenképpen szerette volna, ha távoznának a csapatból, és helyettük képzettebb zenészeket akart bevenni. Steve Rothery ellenben Fish barátjával Diz Minnittel nem volt kibékülve, Mick Pointer-t viszont a csapatban akarta tudni. Végül oda jutott a dolog, hogy ’81 novemberében Brian Jelliman felmondott, megüresedett helyére pedig egy igen fiatal tehetség, Mark Kelly billentyűs érkezett a Chemical Alice-ből. Ez a felállás már szilárdabbnak tűnt, és néhány koncert után meglepően hamar híre ment a zenekarnak.

### Az első sikerek
1982 januárjában meghívást kaptak a Marquee Club-ba, ahol egy óriási sikerű koncertet adtak, és ami tulajdonképpen elindította őket a hírnév felé. Egy hónapra rá már Tommy Vance invitálta őket egy szereplésre a Friday Rock Show című műsorába, ahol eljátszották a The Web-et, a Three boats from the Candy-t és a fantasztikus Forgotten Sons-t. Ezzel a műsorral annyira ismertté váltak a szigetországban, hogy az igények miatt létre kellett hozni az első Marillion Fan Club-ot, a The Web-et. Mint látjuk, a jó koncertszervezés és a média segítségével a Marillion kevesebb mint egy év alatt a közönség egyik kedvence lett. Bár ebben az időben még számos alkalommal írták róluk, hogy Genesis epigonok, ők ezzel már nem törődtek, de miért is foglalkoztak volna vele, mikor sokszor néhány lap címoldalán láthatták már saját magukat mosolyogni.
Márciusban újabb tagcsere történt. Diz Minnit mondott búcsút a csapatnak, ami Fisht, a jó barátot nem annyira, de Steve Rothery-t annál inkább feldobta, mivel ő – ahogy már szó volt róla –, nem volt teljes mértékben elégedett a basszeros teljesítményével. Helyére Pete Trewavas került, akit egyből bedobtak a mélyvízbe egy 25 állomásos skót turné keretében. Időközben folyamatosan keresték a lehetőséget egy lemezszerződés aláírására, melyre hamarosan sor is került az EMI-nál, annál a lemezcégnél, ahol nem sokkal korábban visszautasították őket. Szeptemberben felvették a „Market Square Heroes” és a „Three boats down from the Candy” című dalokat, melyek októberre kiadásra is kerültek Mark Wilkinson fantasztikus borítójával. A lemez az angol lista 60. helyére kúszott fel, mely egy első kislemezes zenekartól óriási teljesítmény, bár hozzá kell tenni, hogy a Marillion már annyira ismert volt országszerte, mint egy jól befutott kétlemezes zenekar. Innentől kezdve aztán tényleg beindult a szekér, a Marillion karrierje meredeken ívelt felfelé.
Nem sokkal az első kislemez megjelenése után a zenekar stúdióba vonult, hogy felvegye a „Script for a Jester’s tear” című debütáló albumot, mely ’83 márciusában látott napvilágot. Időközben még kiadtak egy másik kislemezt, a „He knows you know” és a „Charting the single” című szerzeményekkel. Az angol Top 40 35. helyét foglalta el a korong.

### Az első album
A „Script…” album óriási sikert hozott a zenekarnak. Számos kiváló kritika jelent meg az lemezről, a szaklapok lelkendezve írtak az együttes teljesítményéről. Minden várakozást felülmúlva a korong a lista 7. helyén végzett.
A sikeres lemezbemutató koncertek után – melyek közül a Hammersmith Odeon-ban tartott előadást „Recital of the Script” és „Grendel EP” címmel videókazettán is kiadták – a harmadik alapító tag, Mick Pointer is felmondott különböző személyi problémákra hivatkozva. Ebben volt is némi igazság, mint ahogy már tudjuk, Fish nem igazán volt megelégedve a dobos zenei képességeivel. Mick helyére a Camelből szerződtették le Andy Ward-ot, akit a „Garden Party” klipjében láthatunk is. Ő mindössze három hónapig volt a zenekar tagja, majd egy ideg-összeroppanást követően feladta a versenyt. A hirtelen dobos nélkül maradt társaságot John Martyr segítette ki, de más irányú kötelességei miatt neki is hamar távoznia kellett. A következő megoldás egy Jonathan Mover nevű 21 éves amerikai volt, aki mindössze egyetlen német koncerten szerepelt a Marillion tagjaként. Fish annyira nem szívelte a srácot, hogy kijelentette a többieknek, ha Jonathan nem távozik, akkor fogja a kalapját, és ő megy. Nem volt más választás, a többiek néhány nap elteltével közölték az amerikaival, hogy keressen más munkát magának. Mivel a második lemez felvételét már jócskán el kellett volna kezdeni, az együttes teljesen maga alatt volt a tagcserék miatt. Végül a Genesis volt gitárosa, Steve Hackett ajánlott nekik egy session zenészt, akivel korábban ő is sokszor dolgozott, és teljes mértékben meg volt vele elégedve. Ezt a dobost Ian Mosley-nek hívták, aki olyannyira jó választásnak bizonyult, hogy ma is oszlopos tagja a Marillionnak, annak ellenére, hogy Ian először csak mint kisegítő zenészként képzelte el magát a második album, a „Fugazi” felvételeinek idejére.

### Újraszerveződés
Az új felállás első felvétele a „Punch & Judy” volt, 1984 januárjában. A kislemezt a “Fugazi” album követte márciusban. A lemez címéül a vietnámi háború idején az amerikai tengerészgyalogság által használt kifejezést választották, melynek a szorult, kilátástalan helyzetek leírásában volt komoly szerepe. Angol megfelelője az “all fucked up”, melyből könnyedén következtethetünk jelentésére. Így már érthető, mire gondol Fish a “Fugazi” című dal egy sorában: “This world is totally fugazi”. A lemezt követően egy európai és amerikai turnét bonyolítottak le, melynek lezárásaként kiadták a “Real to reel” című koncertalbumot, valamelyest visszafogva ezzel a Marillion kalózfelvételek további terjedését.
1985-ben elkészült a Marillion talán egyik legerősebb anyaga, a Misplaced Childhood. Az albumok listáján elérte az első helyet, a Kayleigh kislemez változata pedig a második helyre kúszott fel. Általában minden együttes pályafutása során születik egy dal, amelyről többé-kevésbé azok is beazonosítják az előadót, akik nem annyira tartoznak a rajongóik közé. A Marillion esetében ez a szerzemény volt az, amely a szélesebb hallgatósághoz is eljutott, és azok is felismerik, akik sem előtte, sem utána nem foglalkoztak behatóbban a zenekar munkásságával. És ez volt az a dal, amely igazán meghozta a megérdemelt elismerést az együttesnek.
A lemezt követő világkörüli turnét Fish hangszalagproblémái miatt kis időre el kellett halasztani, de egy fontos fanclub koncertet azért a Marquee-ban megtartottak. Fish képtelen volt énekelni, csak a számok közötti szünetekben beszélt valamit, inkább vezényelte az előadást. A zenekar játszott és Fish helyett a közönség énekelte végig a koncertprogramot. Az egyedülálló előadás hangfelvételét a “Misplaced Marquee” című kalózfelvétel őrzi.
A ‘86-os év koncertek szempontjából igen sikeresnek bizonyult a Marillion számára. A Misplaced turnén csinálták a legtöbb telt házas bulit, világszerte tömegek fogadták a zenekart. Emlékezetes dátum volt számukra június 28. Az angliai Milton Keynes-ben 50-60 ezer ember előtt a Jethro Tull, Gary Moore és a Magnum társaságában főzenekarként adtak felejthetetlen bulit. Sok kritikus szerint életük legjobb koncertjét adták, mely sajnos nem került rögzítésre.
A sikeres nyár után a zenekar visszatért a stúdióba, hogy felvegye a soron következő, negyedik albumát. A felvételek hosszú ideig elhúzódtak, mivel egy teljes lemezanyagot dobtak a kukába. Saját bevallásuk szerint úgy érezték, hogy a “Misplaced Childhood 2.”-t írták meg, és mivel nem akarták megismételni önmagukat, hozzáfogtak újra a munkának. Lassan megszületett a “Clutching at Straws”.
A ’87 júniusában megjelent album egyik dala ismét megtámadta a sikerlistákat. Az “Incommunicado” az 5. helyen végzett, és újabb rajongókat szerzett a Marillionnak. A megnövekedett népszerűséget az is bizonyította, hogy az anyag azonnal a lemezlista első helyén találta magát. A lemezt követő turné – amely még Lengyelországot is elérte – óriási siker.

### Újabb album és elválás
A koncertsorozat vége felé ’88 nyarán minden jel arra mutatott, hogy szeptemberben elkezdhetik a munkálatokat az ötödik albumon. Ennek ellenére sajnos másképp alakultak a dolgok. Fish szeptember 16-án hivatalosan is bejelentette, hogy távozik a zenekarból. A pontos okra talán azóta sem tért ki egyik fél sem.Voltak cikkek, melyek szerint Fish túlságosan elmerült az alkoholban, más vélemények szerint pedig a zenekar tagjainak nem tetszettek Fish önéletrajzi ihletésű dalszövegei, nem akartak egy költő kísérőzenészeivé válni. A lényeg, hogy minden bizonnyal a zenészek kinyomták Fish-t a zenekarból, bár a hivatalos tény szerint zenei nézetkülönbségek miatt közös megegyezéssel váltak el. Utolsó közös koncertjüket a skóciai St. Andrews-ban adták 1988. július 23-án, abban a hónapban, amikor megjelent a “B-sides themselves” című gyűjteményes album, a sorlemezeken meg nem jelent maxis, illetve kislemezes dalokból.
A szétválás után ’88 novemberében egy korszak lezárásaképp kiadták a “The Thieving Magpie” című dupla koncertalbumot, mely a Marillion ’84 és ’87 közötti időszakának legszebb pillanatait tárja a hallgatóság elé.
A csend több mint fél éven keresztül tartott. A zenekar számos meghallgatás után végül megtalálta Fish utódját Steve Hogarth személyében. Innentől kezdve azonban ez már egy másik történet, új főszereplővel, új zenei elképzelésekkel. A Marillion jelenlegi felállása 1989. június 8-án lépett először színpadra Low Fat Yoghurts néven, majd októberben elkezdődött az új album, a “Seasons End” világkörüli turnéja. Ezzel párhuzamosan Fish is kiadta első és talán a legjobb szólóalbumát, még jócskán a Marillion hagyományaira építkezve. Azóta is mindkét fél folyamatosan adja ki újabb és újabb anyagait, bár a korábbi sikereket sajnos már egyikőjüknek sem sikerült megismételnie.

## Diszkográfia

### Stúdióalbumok
- 1983 – Script For A Jester's Tear
- 1984 – Fugazi
- 1985 – Misplaced Childhood
- 1987 – Clutching At Straws
- 1989 – Seasons End
- 1991 – Holidays In Eden
- 1994 – Brave
- 1995 – Afraid Of Sunlight
- 1997 – This Strange Engine
- 1998 – Radiation
- 1999 – marillion.com
- 2001 – Anoraknophobia
- 2004 – Marbles
- 2007 – Somewhere Else
- 2008 – Happiness Is The Road Vol. 1
- 2008 – Happiness Is The Road Vol. 2
- 2009 – Less Is More
- 2012 – Sounds that can't be made
- 2016 – Fuck Everyone and Run (F E A R)
- 2019 – With Friends from the Orchestra
- 2022 – An Hour Before It's Dark

### Koncertalbumok
- 1984 – Real To Reel
- 1988 – The Thieving Magpie
- 1996 – Made Again
- 2002 – Anorak In The UK
- 2005 – Marbles Live
- 2008 – The Early Stages 1982-1987
- 2009 – Live From Loreley
- 2009 – Recital Of The Script

### Válogatások
- 1986 – Brief Encounter
- 1988 – B'Sides Themselves
- 1992 – A Singles Collection
- 1993 – Marillion Music Collection
- 1996 – Kayleigh
- 1996 – Essential Collection
- 1997 – The Best Of Both Worlds
- 1998 – Kayleigh: The Essential Collection
- 2000 – The Singles '82-88' (box set)
- 2002 – The Singles '89-95' (box set)
- 2003 – The Best Of Marillion
- 2003 – Warm Wet Circles

### Videókazetták, DVD-k
- Recital Of The Script (1983, DVD 2003)
- Grendel/The Web EP (1984)
- 1982-1986 The Videos (1986)
- Sugar Mice/Incommunicado (1987)
- Live From Loreley (1987, DVD 2004)
- From Stoke Row To Ipanema ('A Year In The Life...') (1990, DVD 2003)
- A Singles Collection (USA változat: Six Of One, Half-Dozen Of The Other) (1992)
- Brave: The Movie (1995, DVD 2004)
- Shot In The Dark (2000, DVD 2002)
- The EMI Singles Collection (2002)
- Brave Live 2002 (2002)
- A Piss-Up In A Brewery (2002)
- Before First Light (2003)
- Christmas In The Chapel (2003)
- Marbles On The Road (2 DVD, 2004)
- Wish You Were Here (4 DVD, 2005)
- Colours And Sound (2 DVD, 2006)
- Bootleg Butlins (2007)
- Something Else (2007, bónusz DVD a Somewhere Else album mellékleteként)
- Somewhere In London (2 DVD, 2007)
- This Strange Convention (2 DVD, 2009)

### Magyar nyelvű
- Marillion.lap.hu
- Marillon.hu
- Magyar Marillion Fan Club
- Marillion-fórum az Indexen

### Angol nyelvű
- A Marillion hivatalos oldala
- Marillion a MySpace-en
- Marillion a progarchives.com-on
- Útmutató a Marillion koncertjeihez Archiválva 2012. július 12-i dátummal a Wayback Machine-ben
- Steve Hogarth hivatalos oldala
- Steve Hogarth a MySpace-en
- Fish hivatalos oldala